# Kerub

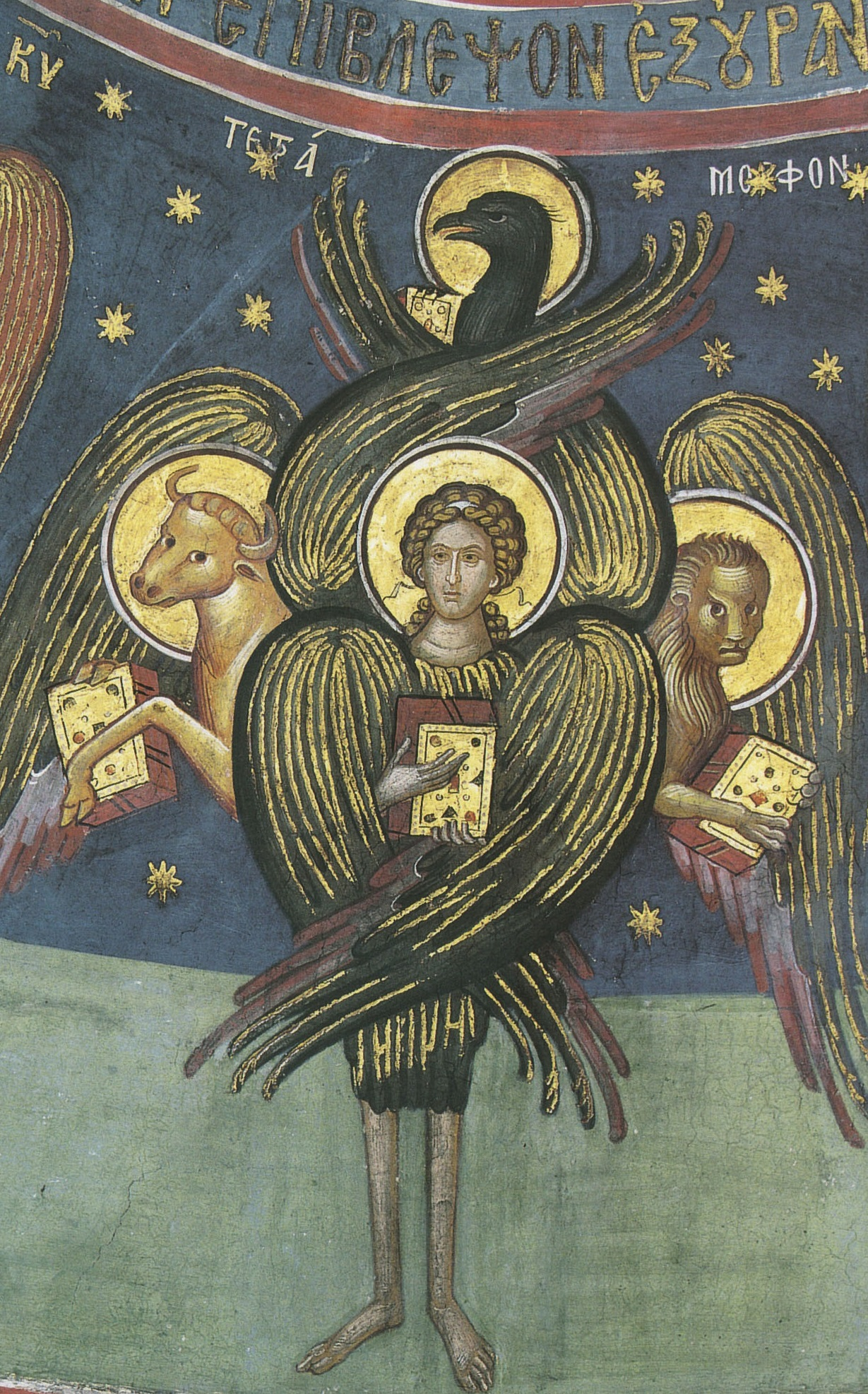
Tetramorf kerub az ortodox ikonográfiában

A kerubok (héber: כְּרוּב kərūv, t.sz. כְּרוּבִים kərūvîm) az ábrahámi vallások alapján mennyei lények; a zsidó apologetikában azok rendjében is a legmagasabban állnak.

## Jellemzői

### Biblia
A Biblia szerint Isten közvetlen környezetét alkotják, a Genezis alapján ők őrizték az Édenkertet.
Ábrázolásuk a zsidó Frigyládán is megjelent. Ezékiel próféta látomásában négy szárnyú, négy arcú (ember, oroszlán, bika, sas) lényekként tűnnek fel, akiknek minden irányban szemük van, és szüntelenül forgó kerekeken állnak. Ők alkották Isten dicsőségének trónkocsiját.

### Iszlám
Az iszlámban a kerubok az Istenhez legközelebb eső angyalok.  Az iszmáilitáknál hét kerub van, amelyek megfeleltethetők a keresztény hét arkangyallal.